# Phyllodytes acuminatus
Espèce
Statut de conservation UICN

 LC  : Préoccupation mineure
Phyllodytes acuminatus est une espèce d'amphibiens de la famille des Hylidae.

## Répartition
Cette espèce est endémique du Brésil. Elle se rencontre dans la forêt atlantique des États d'Alagoas et du Pernambouc.

## Publication originale
- Bokermann, 1966 : O gênero Phyllodytes Wagler, 1830 (Anura, Hylidae). Anais da Academia Brasileira de Ciências, vol. 38, no 2, p. 335-344.